# Kanadensiska prärierna

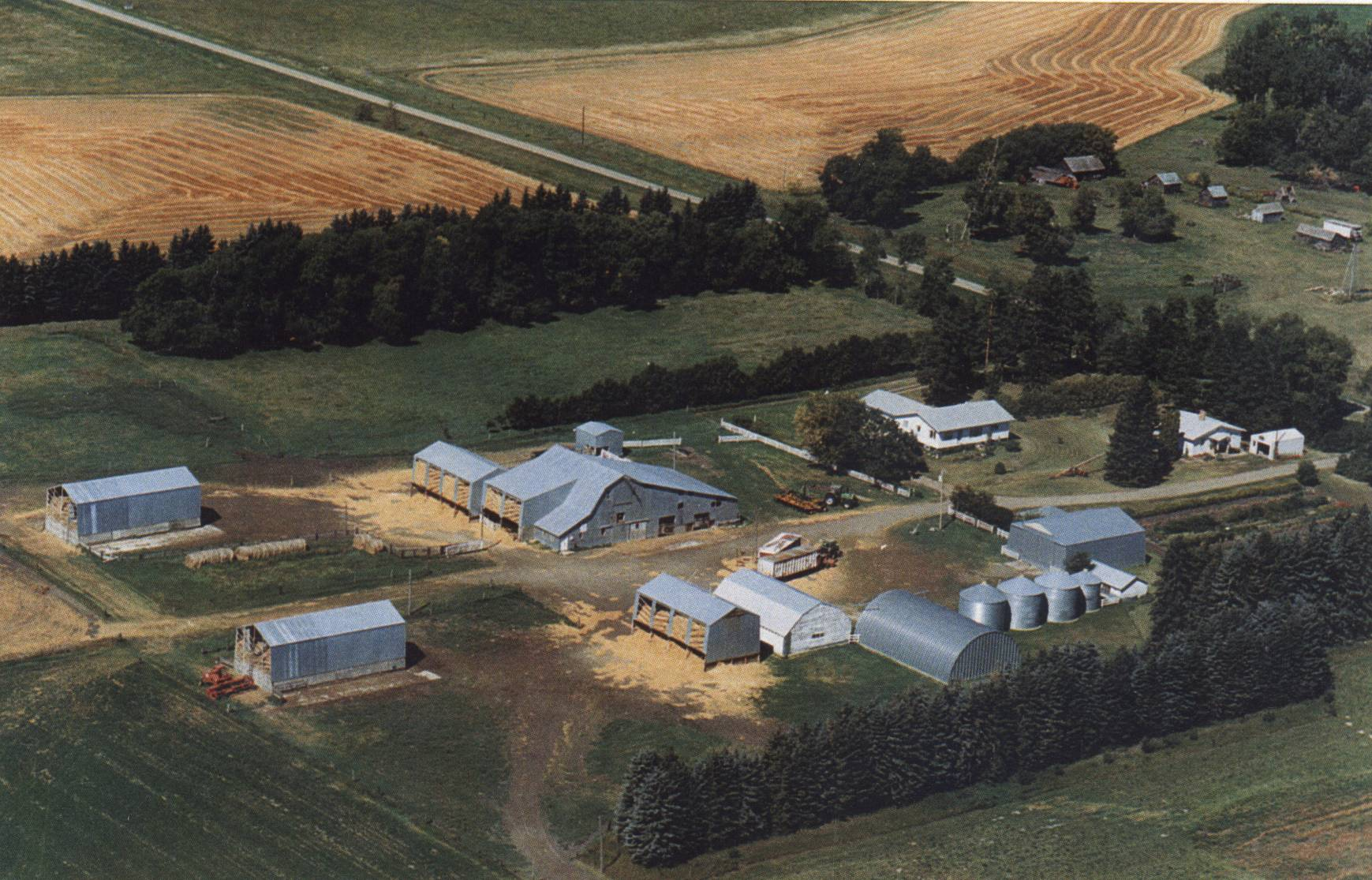
Bondgård vid prärielandskap i Manitoba.

Kanadensiska prärierna (engelska: Canadian Prairies, franska: Prairies canadiennes) är en region i västra Kanada, som består av provinserna Alberta, Manitoba och Saskatchewan. Den kännetecknas av prärielandskapen. Sådana landskap finns också i nordöstra British Columbia, men politiskt sett räknas den provinsen ändå inte in i området.
Vid folkräkningen i Kanada 2011 uppgick den totala befolkningen i Kanadensiska prärierna till 5 886 906, fördelade på 3 645 257 i Alberta, 1 208 268 i Manitoba samt 1 033 381 i Saskatchewan.